# Witu-Protectoraat
Het Witu-Protectoraat (Engels: Witu Protectorate) was tussen 1890 en 1920 een protectoraat van het Verenigd Koninkrijk, bestaande uit delen van de kust van het huidige Kenia rondom Witu, ten noorden van de rivier de Tana. Tevens behoorden enkele eilanden voor de kust tot het gebied, waaronder Lamu.
Het Witu-Protectoraat was van 1885 tot 1890 Duits als Duits Witu, hoewel het de jure tot het Sultanaat Zanzibar bleef behoren. Bij het Zanzibarverdrag kwam het gebied onder Britse controle, waarbij werd vastgelegd dat het bestuur gescheiden zou blijven van Brits-Oost-Afrika en andere Britse gebieden.
Nadat het Colonial Office in 1905 het bestuur over de kolonies overnam van het Ministerie van Buitenlandse Zaken, werd het Witu-Protectoraat dan toch als onderdeel van Brits-Oost-Afrika bestuurd. Pas in 1920 werd dit geformaliseerd en werd het Witu-Protectoraat ontbonden, hetgeen leidde tot de vorming van de Kolonie en Protectoraat Kenia.